# Blefarospasmo
Il blefarospasmo è una distonia focale caratterizzata dalla chiusura persistente e involontaria delle palpebre. Può presentarsi in forma lieve, mentre, nei casi più gravi, può provocare di fatto una cecità funzionale.

## Epidemiologia
Ha un'incidenza nella popolazione generale stimata intorno a un caso ogni 10-25 000 persone.. Vi è una prevalenza nelle donne di circa 1,8F:1M; negli USA si stimano nel 2000 circa 50 000 casi, con 2000 nuovi casi per anno.
Le frequenti contrazioni delle palpebre sono state correlate alla curvatura della cornea e all'aumento di astigmatismo.

## Cause
Il blefarospasmo è associato a un anormale funzionamento dei gangli della base, strutture dell'encefalo deputate al controllo della postura e del movimento.
In diversi studi è stata osservata l'insorgenza della patologia in concomitanza all'assunzione di benzodiazepine e tienobenzodiazepine.
In rari casi, l'ereditarietà può giocare un ruolo nello sviluppo del blefarospasmo.

## Sintomi
La maggior parte delle persone sviluppano il blefarospasmo senza sintomi premonitori. Può esserci inizialmente un graduale aumento degli ammiccamenti o dell'irritazione agli occhi. Alcune persone possono anche sperimentare la fatica, tensione emotiva, o ipersensibilità alla luce. Quando la condizione progredisce, i sintomi diventano più frequenti, e si possono sviluppare anche gli spasmi facciali.
Il blefarospasmo può diminuire o cessare del tutto mentre una persona dorme o si concentra su un compito specifico.
Spesso il disturbo si associa con una distonia cronico facciale chiamata sindrome di Meige  (spasmo facciale mediano), talvolta il disturbo è correlato all'anismo o Sindrome del pubo-rettale. In generale, con percentuali di incidenza variabili secondo vari autori, le distonie craniche come il blefarospasmo, si associano a distonie di altri distretti corporei, collo, arti inferiori addome.

## Terapia
In atto, viene trattata con discreta efficacia mediante infiltrazioni di tossina botulinica da effettuarsi presso i centri specializzati. Tale terapia non è risolutiva e necessita di essere ripetuta con nuove infiltrazioni, con cadenza minimo trimestrale.
Vi sono segnalazioni che indicano l'efficacia dell'aloperidolo nel blefarospasmo essenziale.
Altri farmaci potenzialmente utili sono:
- Anticolinergici
- GABAb agonisti baclofen
- Dopamino agonisti
- Anticonvulsivanti
- Neurolettici
- Clozapina
- Ciproeptadina
- Mexiletina